# Irische Rebellion von 1798

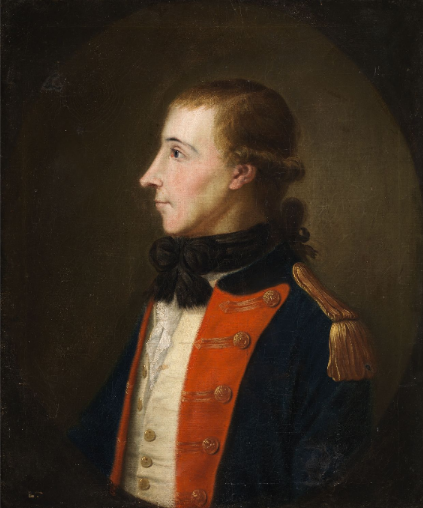
Theobald Wolfe Tone

Die irische Rebellion von 1798 war eine mehrmonatige Rebellion der irischen Bevölkerung gegen die britische Herrschaft im Königreich Irland für die Unabhängigkeit Irlands.

## Vorgeschichte
Die mehrheitlich katholisch geprägte Bevölkerung Irlands war durch die Penal Laws von vielen Bereichen des Lebens ausgeschlossen. So konnte ein Katholik in Irland weder öffentliche Ämter bekleiden noch zum Militär eingezogen werden, konnte an keiner Wahl teilnehmen oder Waffen besitzen. Diese Penal Laws konnten auch auf Protestanten angewandt werden, die sich gegen die Church of Ireland stellten, somit versuchte die britische Herrschaft ihren Anspruch in Irland durchzusetzen.
Innerhalb der irischen Bevölkerung, vor allem in der gebildeten Oberschicht, fanden die Ideen der französischen Aufklärung und der Amerikanische Unabhängigkeitskrieg viel Beachtung und führten zu einer vielfachen Beschäftigung mit liberalen Ideen.
Weil Frankreich die 1774 gegründeten USA seit 1778 militärisch unterstützte, verschiffte die britische Krone mehr Truppen an die Ostküste der USA. Die Briten riefen 1778 eine Bürgerwehr (Irish Volunteers) aus, um ihren Besitz in Irland nicht schutzlos den europäischen Feinden auszuliefern und so einen Brückenkopf für eine Invasion auf das britische Mutterland zuzulassen.

### Irish Volunteers
Diese Bürgerwehr nahm Protestanten und Katholiken auf, was insofern bemerkenswert war, da die Bürgerwehr bewaffnet war, was den Regelungen der Penal Laws widersprach.
Die Irish Volunteers entwickelten sich schnell auch zu einem politischen Machtfaktor in Irland. Sie zählten im Jahre 1779 schon 100.000 Mitglieder, machten ihren Einfluss geltend und trotzten der britischen Krone ein Freihandelsabkommen zwischen Irland und England ab, was die Benachteiligung der irischen Produkte beendete.
Im Jahre 1782 kam es zu einer weiteren Machtprobe zwischen den Irish Volunteers und der britischen Krone, die darin mündete, dass die Iren größere Machtbefugnisse für das eigene Parlament erhielten. Die Iren selber sprechen in diesem Zusammenhang von der Verfassung von 1782.
Schon im Jahre 1783, nachdem der Krieg in Nordamerika beendet war, war die Bürgerwehr für die britische Krone kaum von Nutzen, aber erst im Jahre 1793, ein Jahr nach dem Ausbruch des Krieges gegen Frankreich, wurde sie per Gesetz verboten und aufgelöst. Teile der Irish Volunteers waren Anhänger der französischen Revolution und gründeten nach der Auflösung der Bürgerwehr die Society of United Irishmen.

### Society of United Irishmen

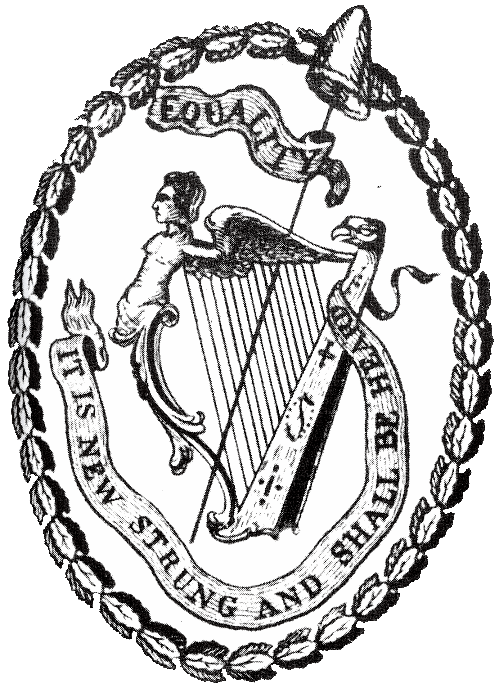
Symbole der United Irishmen: die ungekrönte Harfe und die Jakobinermütze

Die Society of United Irishmen war ein Zusammenschluss von Iren, die mit den Gegebenheiten in Irland unzufrieden und von den Ideen der Französischen Revolution durchdrungen waren.
Sie gründeten die Society 1791, um gemeinsam einen Weg zu finden, die Bedürfnisse der irischen Gesellschaft nach Mitbestimmung und Gleichberechtigung sowohl zwischen Katholiken und Protestanten auf der einen Seite, sowie im Verhältnis Irland zu Großbritannien auf der anderen Seite zu befriedigen.
Mit Ausbruch des Krieges gegen Frankreich 1793 wurde die Society of United Irishmen als subversiv eingestuft und von der britischen Krone verboten.
Die Mitglieder gingen daraufhin in den Untergrund und trafen sich weiter im Geheimen. Gleichzeitig ging man ein Bündnis mit den Defenders ein, einem 1784 in Ulster gegründeten katholischen Geheimbund, der sich ebenfalls die politische und religiöse Freiheit Irlands zum Ziel gesetzt hatte, und baute des Weiteren den Kontakt zur französischen Regierung auf.
Immer wieder kam es nun in der Folge zu kleinen Aufständen, die die britische Armee niederschlug, zum Teil mit Hilfe lokaler Milizen.
Den Führern der Society of United Irishmen war bewusst, dass eine erfolgreiche Umsetzung ihrer Ideen nur mit Hilfe einer Streitmacht umzusetzen war. Sie drängten die französische Regierung, das Ansinnen der Society of United Irishmen zu unterstützen.

### Die missglückte Rebellion von 1796

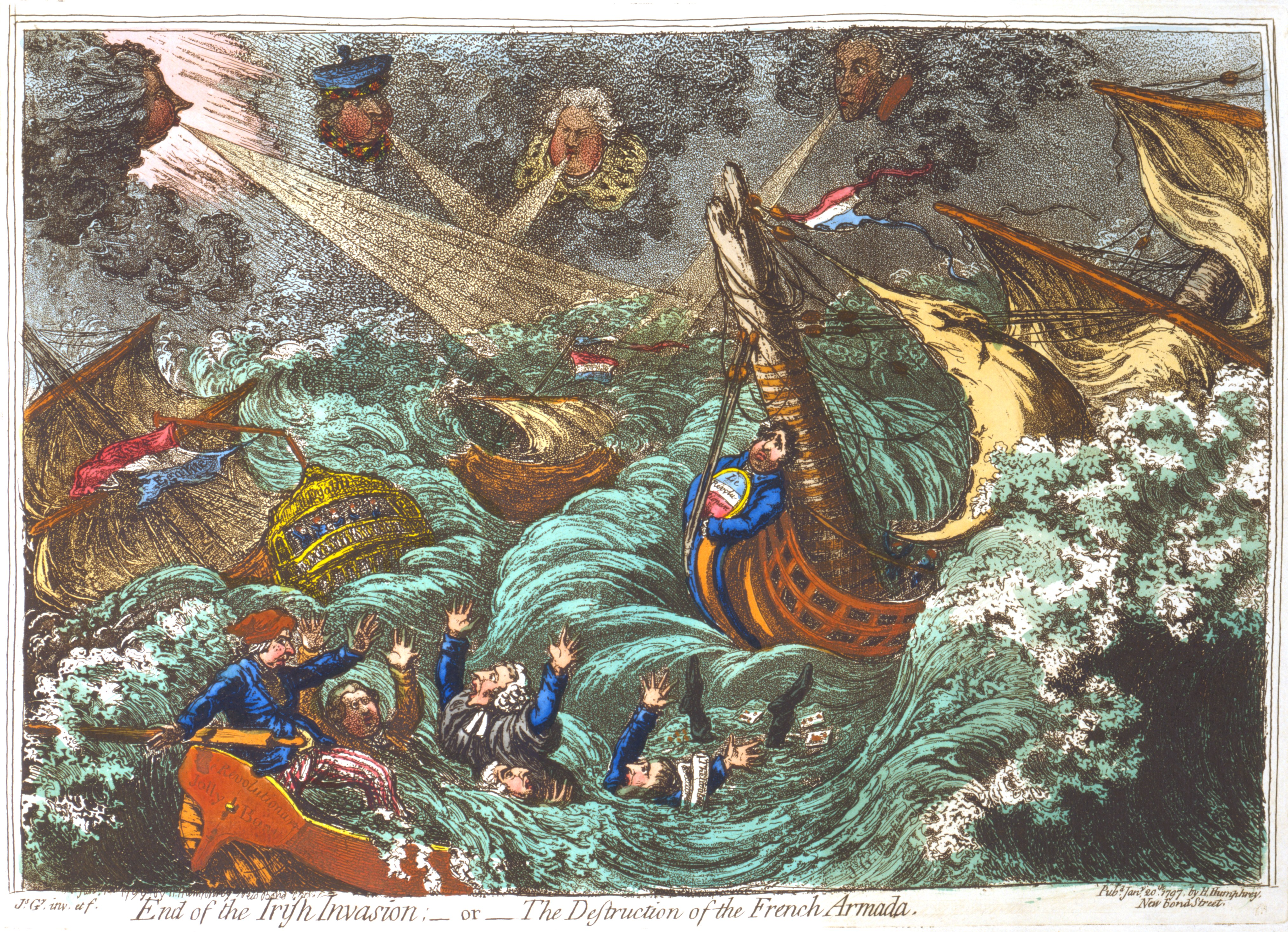
In Ende der Irischen Invasion ; oder: Die Zerstörung der französischen Armada (1797), James Gillray Karikatur der Expedition General Hoches.

Der Anführer der Society of United Irishmen, Theobald Wolfe Tone, reiste aus seinem amerikanischen Exil nach Frankreich und bat die französische Regierung um Unterstützung gegen die Briten. Die französische Regierung entsandte daraufhin 15.000 französische Soldaten unter dem Befehl von Lazare Hoche.
Wegen widriger Wetterverhältnisse und mehreren Schiffbrüchen kehrte die Armee um, ohne irischen Boden besetzt zu haben. Damit war die Rebellion von vornherein zum Scheitern verurteilt.
Die Stärke der Streitmacht zeigte den Briten, wie ernst die Lage in Irland war. Die britische Regierung ergriff weitere Maßnahmen gegen die irische Bevölkerung. In der Folge wurden das Kriegsrecht über Irland verhängt, Übergriffe auf Katholiken und protestantische Unterstützer der Society of United Irishmen unternommen und die Gründung von Organisationen, die sich gegen die Defenders und die United Irishmen stellten, wie zum Beispiel der Orange Order, unterstützt. Ab 1796 begann die irische Regierung zur Aufstellung von Yeomen-Milizen aufzurufen, um die Britische Armee zu entlasten, die auf dem Kontinent benötigt wurde.
Um Einfluss auf die katholische Bevölkerungsschicht zu gewinnen, versuchte die britische Regierung das irische Episkopat auf seine Seite zu ziehen. Schon 1793 hatte man Katholiken unter Einschränkung erlaubt zu wählen und sich in Universitäten einzuschreiben. 1796 gründete die britische Regierung für die Katholische Kirche von Irland das Maynooth College zur Ausbildung katholischer Geistlicher. Diese wurden bis dahin im Ausland, zumeist in Frankreich, ausgebildet.
Die Maßnahmen zeigten beim Episkopat Wirkung, so dass Unterstützern der Ideen der Society of United Irishmen mit der Exkommunikation gedroht wurde. Dies fiel dem Episkopat umso leichter, da durch die Revolution in Frankreich, die katholische Kirche in Gegnerschaft zu den Franzosen stand.

## Rebellion von 1798

### Das Leinster-Direktorium im Vorfeld des Aufstands
Der Druck der britischen Regierung zeigte Wirkung. Zu Beginn des Jahres wurde das Direktorium der United Irishmen in Leinster von einer Handvoll Männer beherrscht, unter ihnen Lord Edward Fitzgerald, Arthur O’Connor, Thomas Addis Emmet und William McNevin. Zwischen den ersteren und den letzteren beiden verlief der Spalt in der Führung der Society, zwischen dem Flügel, der sofort losschlagen wollte und dem Flügel, der mit dem Beginn der Rebellion warten wollte, bis Unterstützung der Franzosen eingetroffen war. Bis zum Februar war der Streit so eskaliert, dass O’Connor das Land verließ. Damit gelang es Emmet, die Kontrolle über das Direktorium zu übernehmen.
Es wurde die Losung ausgegeben, dass keinerlei Aktionen die Aufmerksamkeit der Behörden auf die United Men lenken dürften, bis die Franzosen gelandet waren. In der Zwischenzeit kam es jedoch immer wieder zu Überfällen, zum großen Teil der Defenders, auf Gutshäuser. Die Regierung entschied daraufhin, die Führung der United Men zu verhaften. Am 12. März wurde in einem Haus in Dublin eine von Informanten verratene Versammlung des Leinster Direktoriums überfallen und 16 führende Mitglieder verhaftet. Lord Edward Fitzgerald konnte entkommen.
In den folgenden Wochen wurde das Direktorium neu besetzt. An der Spitze standen nun die Brüder John und Henry Sheares, die nicht auf französische Hilfe warten wollten, und Samuel Neilson, einer der Gründer der United Irishmen.
Währenddessen setzten sich auch in der irischen Regierung die Hardliner um John Foster durch, die ein hartes Vorgehen gegen die Society forderten. So wurde am 30. März das Kriegsrecht über Irland verhängt. Generalleutnant Gerard Lake, der den Oberbefehl über die Britischen Truppen in Irland innehatte, ließ innerhalb weniger Wochen Massenverhaftungen vornehmen und Häuser von Verdächtigen niederbrennen. Durch Informanten in den Reihen der Aufständischen sowie durch Verrat seitens der Bevölkerung, wurden die United Irishmen immer mehr dezimiert.
Fitzgerald erhielt am 17. Mai die Nachricht aus Paris, dass die Franzosen nicht vor August Truppen schicken könnten. In einer noch am selben Tag einberufenen Krisensitzung entschied das Direktorium, die Rebellion ohne französische Hilfe am 23. Mai zu beginnen. Man beschloss zunächst Dublin zu erobern. Die umliegenden Countys sollten die Rebellion dann fortführen, um eine Rückeroberung der Hauptstadt für die Briten unmöglich zu machen.
Zwei Tage später wurde Fitzgerald festgenommen, einen weiteren Tag darauf die Sheares-Brüder. Nun war nur noch Samuel Neilson übrig, der den Aufstand anführen konnte, doch auch er wurde am Nachmittag des 23. Mai verhaftet.
Durch Verrat und die Arbeit von Informanten erfuhr die britische Armee unmittelbar vor Beginn von dem Vorhaben, besetzte alle verabredeten Plätze in Dublin und verhinderte die Eroberung der Stadt durch die Rebellen. Trotz dieses unerwarteten Rückschlags gelang es den Aufständischen, die umliegenden Countys um Dublin einzunehmen. Die Nachricht der Rebellion verbreitete sich und griff auf weitere Countys über.

### Liste der wichtigsten Schlachten und Gefechte
| Datum                   | Ort                                          | Verlauf |
| ----------------------- | -------------------------------------------- | --- |
| 24. Mai 1798            | County Meath, County Wicklow, County Kildare | Am ersten Tag des Aufstandes kommt es zu diversen Gefechten und beiderseitigen Verlusten, bei denen die Rebellen versuchen, Garnisonen der Regierungstruppen anzugreifen, um Waffen zu erbeuten. Es gelingt ihnen, einige Dörfer und kleinere Städte zu erobern. Die Hauptstadt Dublin ist fest in der Hand der 6.000 Mann Regierungstruppen, inklusive Yeomen, die ihre Kräfte darüber hinaus auf die Verteidigung von Naas, Athy und Monasterevin konzentrieren. Ziel des Lord Lieutenant of Ireland, Earl Camden, ist es, auf Verstärkung aus England zu warten. |
| 25. Mai 1798            | Carlow, County Carlow                        | Während die United Irishmen in Kildare und Meath an mehreren strategischen Punkten größere Lager einrichten, greifen sie in den frühen Morgenstunden mit rund 1.000 Mann Carlow an. Die Schlacht endet mit einer blutigen Niederlage für die Rebellen, womit der Aufstand im County Carlow zunächst niedergeschlagen ist. Gleichzeitig kommt es zu ersten Kriegsverbrechen. In einzelnen Yeoman-Garnisonen (u. a. Carnew Castle) werden Gefangene erschossen, weil sie verdächtigt werden, den United Men anzugehören. Auf der anderen Seite kommt es zu Übergriffen zwischen Katholiken und Protestanten. |
| 26. Mai 1798            | The Harrow, County Wexford                   | An diesem Samstag sickern die ersten Informationen des bisherigen Verlaufs in den Counties Wexford, Kilkenny, Tipperary und Cork durch, wie auch im Norden in den Counties Antrim und Down. Die United Men bekommen Zulauf von Tausenden von Rekruten. In Wexford übernimmt Father Murphy die Führung der United Men in Boolavogue und führt sie in der Ortschaft The Harrow, in der Nähe von Ferns, in ein siegreiches Scharmützel mit einer Einheit der Camolin-Yeomen unter Lieutenant Bookey. |
| 26. Mai 1798            | Tara, County Meath                           | Während der Aufstand in Wexford gerade beginnt, ist er in Meath bereits zu Ende: Regierungstruppen greifen die Rebellen auf dem Hügel von Tara an und töten einige hundert Aufständische. |
|                         |                                              | Anders als in Kildare, hatten die United Men in Wexford bisher keine weiteren Gefechte begonnen und sich stattdessen damit zufriedengegeben, so viele Waffen wie möglich zusammenzutragen und so viele Landstriche wie möglich kampflos zu besetzen. So hatten sie schnell einen Streifen unter Kontrolle, der sich von Newtownbarry (heute: Bunclody) an der Grenze zum County Carlow, bis hinunter nach Castlebridge, fünf Kilometer nördlich von Wexford Town zog. |
| 27. Mai 1798            | Kilthomas Hill, County Wexford               | Am Vormittag greifen 300 Yeomen aus Carnew ein Rebellenlager auf dem Kilthomas Hill an. Nach einem kurzen Gefecht fliehen die Aufständischen, wobei mindestens 100 von ihnen getötet werden. |
| 27. Mai 1798            | Oulart, County Wexford                       | Fünf Stunden nach dem Debakel von Kilthomas Hill, sammeln sich Rebellentrupps auf dem Hügel über dem Dorf Oulart. Eine Yeoman-Miliz von gut 100 Mann Stärke greift sie an, geht aber bei einem gut geplanten und ausgeführten Manöver in die Falle der Rebellen, die die Miliz praktisch völlig vernichten. Damit hatten die United Irishmen den ersten großen Sieg in einer Schlacht errungen. |
|                         |                                              | Während die Regierungstruppen Kildare und Meath immer weiter unter ihre Kontrolle bekamen, erhielten die Truppen der United Men in Wexford weiterhin Zulauf. Ihre Einheit aus Carrigrew war inzwischen auf zwei bis dreitausend Mann angewachsen; auf ihrem Marsch nach Camolin, Ferns und schließlich nach Scarawalsh Bridge flohen die Yeomen vor ihnen aus ihren Garnisonen und hinterließen jeweils eine große Anzahl Karabiner und Piken, die zuvor beschlagnahmt worden waren. |
| 28. Mai 1798            | Enniscorthy, County Wexford                  | In Enniscorthy treffen rund 7.000 United Men in einem Frontalangriff auf etwa 300 Milizionäre und Soldaten der Britischen Armee. Nach einer blutigen Schlacht in den Straßen der Stadt fliehen die Verteidiger südwärts. Die Rebellen erleiden hohe Verluste, verzeichnen aber bis zum Abend immer mehr Freiwillige, die sich zu ihnen gesellen. Nach der Eroberung Enniscorthys sammeln sich rund 10.000 United Irishmen auf dem naheliegenden Vinegar Hill. |
| 30. Mai 1798            | Three Rocks, County Wexford                  | Bei den Three Rocks, etwa drei Kilometer westlich von Wexford Town, kommt es zu einer Schlacht, die von den Rebellen in zehnfacher Übermacht gewonnen wird. Der Befehlshaber der britischen Garnison beschließt, die Stadt zu verlassen und seine Truppen nach Duncannon Fort in Sicherheit zu bringen. Den Briten gelingt es tatsächlich, die gesamte Streitmacht der Stadt, inklusive Waffen und Munition, unbeobachtet zu evakuieren. Am Nachmittag erkennen die Rebellen, was geschehen ist und besetzen Wexford kampflos. Sie befreien einen der Anführer der United Irishmen, Bagenal Harvey aus dem Gefängnis. |
| 30. Mai 1798            | Curragh, County Kildare                      | Zur gleichen Zeit wird der Aufstand in Kildare endgültig niedergeschlagen, als die britische Armee unter den verbliebenen, teilweise bereits entwaffneten Rebellen ein Massaker anrichtet. |
|                         |                                              | Zu diesem Zeitpunkt war also der gesamte County Wexford unter Kontrolle der United Irishmen, während anderenorts, insbesondere in Ulster, noch gezögert wurde, und die Gebiete dazwischen in der Hand der Krone waren. Die Rebelleneinheiten in Wexford begannen sich neu zu formieren, um ihren Feldzug in verschiedene Richtungen weiterzuführen. |
| 1. Juni 1798            | Newtownbarry, County Wexford                 | Beim Angriff der Rebellen auf Newtownbarry erhalten die Regierungstruppen in einem kritischen Moment der Schlacht Nachschub und können die Aufständischen schlagen. Einige Stunden später trifft eine Vorhut der Rebellen auf dem Marsch Richtung Gorey unvermittelt auf eine Yeoman-Einheit und wird aufgerieben. |
| 4. Juni 1798            | Tubberneering, County Wexford                | Kurz nachdem sich die britischen Truppen bei Gorey unter den Oberstleutnanten Loftus und Walpole aufgeteilt haben, nutzt der Rebellenanführer Edward Roche die Chance und greift Walpole bei Tubberneering an. Loftus kommt zu spät, die United Irishmen erobern das nun schutzlose Gorey und schlagen den darauffolgenden Angriff zurück. In der Nacht treffen Einheiten der United Men aus Wicklow ein und verstärken die Truppen erneut. |
| 5. Juni 1798            | New Ross, County Wexford                     | Bagenal Harvey hatte es tags zuvor verpasst, mit seiner inzwischen 10.000 Mann starken Armee New Ross anzugreifen, bevor die Garnison durch die Einheiten von General Johnson aus Waterford verstärkt worden war. Die Stadt wird nun von 2.000 gut ausgerüsteten Soldaten verteidigt, die sich bereits hinter den noch weitgehend intakten Stadtmauern und in Gräben verschanzt haben. Es kommt zu einer auf beiden Seiten verlustreichen Schlacht, in der die Rebellen zu Beginn die glücklichere Hand haben. Doch als sie der Ermüdung und Erschöpfung Tribut zollen müssen, schlagen die Truppen der Krone in einem während dieses Aufstandes bisher nicht erreichten Ausmaß der Brutalität zurück. Auch vonseiten der Rebellen hatte es Gräueltaten gegeben. In New Ross werden aber auch Unbeteiligte von den Soldaten ermordet, die auf die Straße laufen, um aus ihren brennenden Häusern zu flüchten.              |
| 5. Juni 1798            | Scullabogue, County Wexford                  | Als sich die Berichte von den Gräueltaten in New Ross verbreiten, kommt es noch am selben Tag zu einem Massaker in Scullabogue. Zunächst erschießen Rebellen 30 Gefangene auf dem Hof eines Farmhauses, bevor sie das Feuer auf eine Scheune eröffnen, in der sich weitere 80 Gefangene, unter ihnen alte Männer, Frauen und Kinder, befinden. |
| 7. Juni 1798            | Antrim, County Antrim                        | Nach tagelangen Streitigkeiten unter den Führern der United Irishmen in Ulster, hatten sich die Männer um Henry Joy McCracken durchgesetzt und erheben sich nun. Larne wird erobert, Randalstown und Ballymena ebenso. Am Nachmittag steht eine Armee von 4.000 Mann vor Antrim Town. Etwa die gleiche Anzahl ist bereits auf dem Weg. Henry Joe McCracken entscheidet jedoch, sofort anzugreifen. Die Garnison besteht nur aus 300 Mann, die sich zunächst verbissen verteidigen, aber dann doch zurückgedrängt werden. Als die Rebellen Verstärkung aus Randalstown bekommen, halten diese die Flucht der britischen Dragoner für einen Gegenangriff und flüchten ihrerseits. Als schließlich Regierungstruppen zur Verstärkung der Garnison eintreffen, ist die Schlacht für die Rebellen verloren. |
| 9. Juni 1798            | Arklow, County Wicklow                       | Die Rebellen aus Gorey unternehmen einen letzten Versuch, den Aufstand in die benachbarten Countys auszuweiten und greifen Arklow an. Die Schlacht wütet mehrere Stunden, bevor die United Irishmen zum Rückzug blasen. Bei dem Versuch, eine Stadt zu erobern, die ihnen fünf Tage zuvor kampflos in die Hände gefallen wäre, verlieren sie 500 Mann. |
| 9. Juni 1798            | Saintfield, County Down                      | Der Aufstand in Ulster ergreift nun auch den County Down. Die Mehrheit der United Irishmen besteht hier nicht aus Katholiken, sondern aus Presbyterianern. Sie bezwingen in einem Gefecht die Garnison von Saintfield. Nachdem ihnen noch am selben Tag Newtownards in die Hände fällt, kontrollieren sie weite Teile des Nordens und Ostens des Countys. |
| 12. Juni 1798           | Ballynahinch, County Down                    | Während sich die United Irishmen im County Down noch über ihre nächsten Schritte unschlüssig sind, ergreift General Nugent auf Seiten der Briten die Initiative und greift an. Er lässt die Rebellen von mehreren Abteilungen in Ballynahinch einkesseln und beschießt ihr Lager mit seiner Artillerie. Als die Aufständischen am nächsten Morgen einen Gegenangriff versuchen, werden sie sofort von Miliz-Einheiten attackiert. Nach einigen Stunden ergreifen die Rebellen die Flucht, werden jedoch von Nugents Kavallerie verfolgt und zerschlagen. Damit ist der Aufstand auch in Ulster beendet. |
|                         |                                              | Generalleutnant Gerard Lake, Oberbefehlshaber der Britischen Truppen in Irland, hatte in den Tagen zuvor die Schlinge um die Rebellenarmee immer weiter zugezogen. Ohne größere Kämpfe hatte er seine Verbände mit 20.000 Mann soweit in Position gebracht, dass die United Men im mittleren und südlichen Teil des Countys in der Falle waren. |
| 20. Juni 1798           | Foulksmills, County Wexford                  | Bei Foulksmills trifft Generalmajor John Moore mit 1.000 Mann Regierungstruppen auf eine Rebellenarmee von 6.000 Mann, die jedoch schlecht ausgerüstet ist. Nach etlichen Stunden wütender Schlacht, ziehen sich die Rebellen mit einigen hundert Mann Verlust zurück. |
| 21. Juni 1798           | Vinegar Hill, Enniscorthy, County Wexford    | Aus dem ganzen County haben sich die United Irishmen nach Enniscorthy und auf den Vinegar Hill zurückgezogen. Letztlich versammeln sich dort rund 16.000 Rebellen. Lake marschiert mit rund 10.000 Soldaten auf sie zu, die er in vier Kolonnen aufgeteilt hat. Eine Kolonne greift Enniscorthy an, während sich die anderen drei aus verschiedenen Richtungen dem Hügel nähern. Die Hauptwaffe der Rebellen ist nach wie vor die Pike, nur einzelne sind mit Musketen ausgerüstet, einige Offiziere mit Säbeln. Die britische Armee setzt dem Gewehre und Kanonen entgegen. Nach einem stundenlangen Blutvergießen auf dem Hügel und in den Straßen der Stadt, gelingt es einem Großteil der Rebellen durch eine Lücke in den Kolonnen der Angreifer zu flüchten. Sie verstreuen sich und werden in den nächsten Tagen von Lakes Truppen gejagt. Am nächsten Tag ist Wexford Town ebenfalls wieder in der Hand der Krone. |
| 30. Juni 1798           | Ballyellis, County Wicklow                   | Die Zeit der großen Schlachten ist vorbei. Trotzdem kommt es bei der Jagd der Briten auf die flüchtigen Rebellen auch weiterhin zu Gefechten. So gerät eine Kavallerieabteilung bei Ballyellis in den Hinterhalt einer Rebelleneinheit, woraufhin sich diese in Carnew noch einmal mit Waffen eindecken kann. |
| 11. Juli 1798           | Clonard, County Meath                        | Etliche Rebellen aus Wexford und Kildare versuchen sich nordwärts durchzuschlagen, um den Aufstand möglicherweise in Ulster erneut zu entfachen. Ein Angriff auf Clonard wird jedoch abgewehrt. |
|                         |                                              | Der neue Lord Lieutenant of Ireland, Lord Cornwallis, erlässt kurz darauf eine Amnestie für alle Rebellen, die sich ergeben. Mehr und mehr United Irishmen kommen dem Erlass nach. |
|                         |                                              | Am 23. August landete der französische General Humbert mit drei Schiffen und 1.500 Soldaten in Killala im County Mayo. Nachdem sie dort eine kleine Gruppe Yeomen überwältigt hatten, schafften sie ihre komplette Ausrüstung an Land, ohne dass besonders Notiz von ihnen genommen wurde, da die wenigen Regierungstruppen in der Region schlecht organisiert waren. Allerdings war auch der Zulauf irischer Freiwilliger nicht so groß wie erhofft. In den ersten 24 Stunden meldeten sich immerhin einige hundert United Irishmen und Defenders im Hauptquartier der Franzosen. Humbert beschloss, die Garnison in Castlebar anzugreifen. |
| 27. August 1798         | Castlebar, County Mayo                       | Humbert marschiert mit 1.500 Mann, Franzosen und Iren, über einen hügeligen Umweg in die Richtung der Stadt, um einen Überraschungsangriff aus Nordwesten zu führen. Zwar haben die Milizionäre und Yeoman-Einheiten noch genug Zeit, ihre Verteidigungslinien umzudirigieren, aber ihre rund 1.300 Mann sind ängstlich und unerfahren. Anfängliche Verluste auf französischer Seite können die Angreifer nicht aufhalten. Als die Verteidiger erste Verluste hinnehmen müssen, flüchten sie und der Widerstand bricht schnell zusammen. |
| 5. September 1798       | Collooney, County Sligo                      | Die bereits eroberten Städte befestigt, standen Humbert etwa 800 französische Soldaten und rund 1.000 irische Rebellen zur Verfügung, mit denen er in Eilmärschen durch den Osten von Mayo und den Süden von Sligo zog. Bei Collooney, einige Meilen südlich von Sligo Town, werden sie von ein paar hundert Mann der dortigen Garnison gestoppt. Nach einer kurzen, aber harten Schlacht, überwältigen sie die Gegner. Die Armee zieht daraufhin sofort weiter und erreicht noch am selben Abend den County Leitrim. |
|                         |                                              | General Humbert hatte erfahren, dass sich die Countys Longford und Westmeath im Aufstand befanden und versuchen würden, sich mit seiner Armee zusammenzuschließen. Die Rebellen aus Longford gewannen weiteren Zulauf, als sie sich dazu entschlossen, am 6. September die kleine Garnison in Granard anzugreifen. Wieder zeigte sich, dass die zahlenmäßige Überlegenheit, aber schlechte Bewaffnung gegen eine 250 Mann starke Garnison nichts ausrichten konnte. Die Rebellen, die nicht getötet wurden, flohen. Das gleiche Schicksal ereilte am 7. September die 6.000 Rebellen aus Mullingar in Westmeath. |
| 8. September 1798       | Ballinamuck, County Longford                 | Humbert hatte keine Nachschubmöglichkeiten mehr, weil seine noch bestehenden Garnisonen in Ballina und Killala drei Tagesmärsche entfernt waren. Am nächsten Tag trifft er in Ballinamuck auf die sich nähernden Regierungstruppen. In einer nur etwa halbstündigen Schlacht, ergeben sich die Franzosen formell, womit ihnen von den Briten der Vorzug der Kriegsgefangenschaft offeriert wird. Etwa 1.000 irische Rebellen werden hingegen getötet. |
|                         |                                              | In den vierzehn folgenden Tagen hielten die verbliebenen Franzosen die Garnisonen von Ballina und Killala sowie den etwa 16 Kilometer langen Korridor zwischen diesen beiden Städten, und bekamen noch einmal Zulauf von irischen Rekruten. Am 16. September landete James Napper Tandy, nach einer zwölftägigen Überfahrt von Dünkirchen, an Bord einer Korvette mit 300 Franzosen, Waffen und Munition in Rutland im County Donegal. Als er von der dortigen Bevölkerung erfuhr, was mit Humbert geschehen war und dass sich die Franzosen ergeben hatten, entschied er mit den französischen Offizieren, umzukehren. |
| 23. September 1798      | Killala, County Mayo                         | Die Regierungstruppen unter Oberst Trench, der von Cornwallis und Lake den Auftrag bekommen hatte, sich um Ballina und Killala zu kümmern, nahmen Ballina am 22. September im Handstreich. So kommt es am 23. September in Killala zur letzten Schlacht, in der sich Trench mit 1.200 Mann etwa 800 irischen Rebellen gegenübersieht, sowie 200 Franzosen, die jedoch kaum oder gar keinen Anteil an den Kämpfen nehmen. Als sich die Briten nähern, verläuft die Schlacht nach dem gleichen Muster wie häufig zuvor: die Rebellen fliehen, werden verfolgt und getötet. |
| 12. Oktober 1798        | Lough Swilly, County Donegal                 | Die letzte Schlacht der Rebellion ist eine Seeschlacht: Am 12. Oktober läuft eine kleine französische Flotte unter Admiral Bompard in den Lough Swilly ein. Auf den Schiffen befinden sich weniger als 3.000 französische Soldaten und auf dem Flaggschiff Theobald Wolfe Tone. Sie werden von einer überlegenen Flotte der Royal Navy abgefangen und in einer zehnstündigen Schlacht besiegt. |
| Quelle: Daniel J. Gahan |                                              | |

## Nachwirkungen

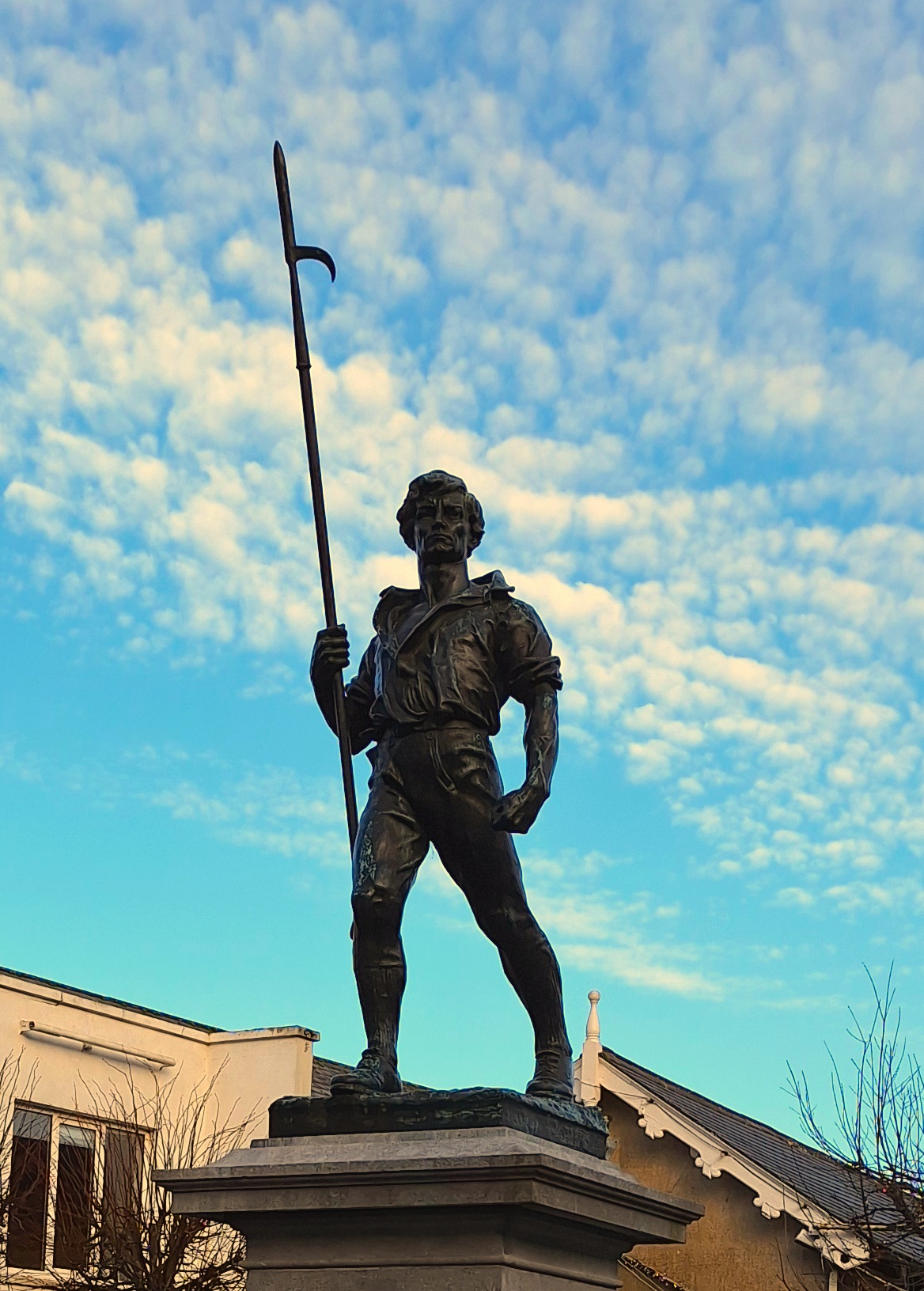
Wexford Pikeman, Denkmal in Wexford Town zur Erinnerung an den Aufstand von 1798

Mit dem Tod Wolfe Tones existierte die Society of United Irishmen praktisch nicht mehr. Zwar verschanzten sich in den folgenden Jahren einzelne Rebellengruppen in Wicklow, Wexford und Carlow, aber letztlich konnte auch der Versuch einer neuen Rebellion 1803, die von Robert Emmet, dem jüngeren Bruder von Thomas Addis Emmet, in Dublin angeführt wurde, die Bewegung nicht zu neuem Leben erwecken. Im Gegenteil: die ehemaligen Rebellen, die dem Kampf entsagt hatten, mussten ihr weiteres Leben in Schutz und Tarnung verbringen, weil die Verfolgung durch Yeoman-Milizen ebenfalls noch viele Jahre fortgesetzt wurde.
Den Briten hingegen hatte der Aufstand gezeigt, dass Irland für sie ein dringendes politisches Problem darstellte. William Pitt, Premierminister des Vereinigten Königreichs, hatte bereits in den 1780er-Jahren die Idee einer Freihandelszone zwischen Großbritannien und Irland verfolgt. Nun schlug er eine Vereinigung des britischen und des irischen Parlamentes vor, um im Krisenfall schneller handeln zu können und Anreize für britische Kapitalgeber zu bieten, in Irland zu investieren. Dadurch würde der irische Lebensstandard erhöht und die irischen Protestanten wären nicht mehr in Irland in der Minderheit, sondern im Vereinigten Königreich in der Mehrheit. Der Vorschlag wurde im Irish House of Commons von einer knappen Mehrheit, angeführt von Henry Grattan, abgelehnt. Weitere Verhandlungen führten schließlich zur Verabschiedung des Act of Union 1800, womit Irland am 1. Januar 1801 Teil des Vereinigten Königreichs wurde. Zwar wurde dadurch das irische Parlament aufgelöst, aber es wurden Schritte hin zur Katholikenemanzipation in Aussicht gestellt, obwohl diese nicht Teil des Vertrages waren.
Das Thema der Katholikenemanzipation sollte auch in den folgenden Zeiten der Nährboden für irische Freiheitsbestrebungen bleiben, fortgetragen z. B. in den 1840er-Jahren durch Daniel O’Connell, der selbst noch den Aufstand von 1798 miterlebt hatte.
Andererseits kam es in den folgenden Jahrzehnten zu dem Phänomen, dass sich die Presbyterianer, die in Ulster 1798 noch eine Mehrheit unter den United Irishmen gestellt hatten, mehr und mehr zur protestantischen Seite, und damit zur Union mit Großbritannien hingezogen fühlten. Die überlebenden Rebellen von 1798 – Katholiken, Presbyterianer und Anglikaner – erlebten in den 1830er- und 1840er-Jahren selbst noch die Verschärfung dieser religiösen Spaltung mit.